# Prvý slíž
Prvý slíž je hudební album, které vyšlo na vlastní náklady kapely Horkýže Slíže, jako jejich první neoficiální demo album v nákladu 600 kazet.
Všechny skladby se později objevily na jiných řadových albech (V rámci oného, Vo štvorici po opici a Ja chaču tebja).

## Seznam skladeb

### Strana A
1. „Horkýže Slíže“
2. „Hovadá“
3. „Stretol veselý…“
4. „Čínska modlitba šťastia“
5. „Poľovník“
6. „Tá (Strašne ma baví tento svet)“
7. „Matelko“

### Strana B
1. „Osemnásť“
2. „Pouličná lampa“
3. „Dole dole“
4. „Onania“
5. „Bylinožravec Milino“
6. „Mestečko Chorobná“
7. „Maštaľ“